# Княз Игор
„Княз Игор“ е опера на руския композитор Александър Бородин в 4 действия, с пролог. Либретото е написано от самия Бородин въз основа на паметника на руската средновековна литература „Слово за похода на Игор“, разказващ за неуспешния поход на княз Игор срещу куманите.

## История на написването
През 1869 г. музикалният критик Владимир Стасов предлага на Бородин като сюжет за опера „Слово за похода на Игор“. Композиторът се заинтересува и започва да проучва историческите и музикални източници за епохата. Посещава и Путивъл, където се развива действието. Основната работа на Бородин като професор по химия не му позволява да се фокусира върху композирането и той работи върху бъдещата опера в продължение на 18 г., като през 1887 г. умира, без да я довърши.
Бородин пише либретото сам, но композирането върви трудно, на части, без определена последователност. Неколкократно той споделя със свои близки, че е готов да се откаже, но въпреки това продължава работата си. През 1881 г. написва прочутата ария на княз Игор. През 1886 г. работата по операта вече е напреднала много, откъси от нея се изпълняват на концерти.
Бородин не успява да реализира „заветната си мечта“ да създаде руска епична опера. По записките на Бородин Александър Глазунов и Николай Римски-Корсаков довършват операта. Римски-Корсаков оркестрира пролога, първото, второто и четвъртото действие и прочутите „Половецки танци“. Глазунов довършва и оркестрира третото действие, а увертюрата, която е готова само като клавир, оркестрира Глазунов.
Премиерата на операта преминава с голям успех на сцената на Мариинския театър на 4 ноември 1890 г.
В България „Княз Игор“ е поставена за първи път на 29 септември 1922 г. в София с диригент М. М. Златин и режисьор Драгомир Казаков.

## Сюжет
Действието се развива в Путивъл (прологът, I и IV действие) и в куманския стан (II и III действие) и разказва за неуспешния поход на северския княз Игор Святославич срещу куманите (наричани също „половци“, от там „Половецки танци“), неговото пленяване и успешно бягство след това. Действието се развива в Путивъл, княжеството на Игор, а също така и в половецкия стан. Разгърната е и историята за любовта на княза и неговата любима Ярославна.

## Действащи лица
- княз Игор (баритон)
- Ярославна, негова втора жена (сопрано)
- Владимир Игоревич, негов син от първия брак (тенор)
- княз Галицки, брат на Ярославна (висок бас)
- Кончак, куманския хан (бас)
- Кончаковна, негова дъщеря (контраалт)
- Овлур, покръстен куманин (тенор)
- Ерошка, дезертирал войник (тенор)
- Скула, дезертирал войник (бас)
- руски боляри, старци, войници, момичета, кумански постови, ханове